# مليحة أفنان
مليحة أفنان (24 مارس 1935 – 6 يناير 2016) فنانة فلسطينية.
ولدت مليحة في حيفا لوالدين من أصول إيرانية ينتميان للطائفة البهائية. كان جدها الأكبر حسين علي نوري نبي الإيمان البهائي، على الرغم من ذلك لم تكن هي عضواً في المجتمع البهائي.
انتقلت مليحة أفنان إلى بيروت مع عائلتها عام 1949. حصلت على بكالوريوس الآداب من الجامعة الأمريكية في بيروت وعلى ماجستير الآداب في الفنون الجميلة من كلية كوركوران للفنون والتصميم في واشنطن العاصمة. عاشت أفنان في الكويت منذ 1963 حتى 1966، ثم انتقلت إلى بيروت من 1966 حتى 1974 وفي باريس من عام 1974 حتى 1997، حيث انتقلت إلى لندن.
ظهرت أعمال أفنان الفنية بشكلٍ أساسي في فرنسا وفي لندن. أما أول معرض فردي لها فكان في معرض بازل عام 1971، وقد نظمه الفنان الأميركي مارك توبي. كما توجد بعض أعمالها في متحف المتروبوليتان للفنون في نيويورك، والمتحف البريطاني في لندن وضمن مجموعة الفن المكتوب في ألمانيا وفي معهد العالم العربي في باريس ومجموعة بنك BAII في باريس.
توفيت مليحة أفنان في لندن عن عمر ناهز 80.

## أعمال عامة

### معارض
شاركت مليحة أفنان في العديد من المعارض، أبرزها:
- Tonight the Door Towards Words Will Be Opened, Galerie Kornfeld, برلين، ألمانيا, 2014
- Asemic, Cultuurcentrum Brugge, بروج، بلجيكا, 2014
- The Blue Route: Journeys and Beauty from the Mediterranean to China, Boghossian Foundation, إقليم بروكسل العاصمة, Belgium, 2013
- Hope Map, Cuulturcentrum, Bruges, Belgium, 2013
- Persian for Beginners, Rose Issa Projects, لندن, 2012
- The Art of Writing, Kurhaus Kolonnade, فيسبادن, 2011
- Zendegi: Twelve Contemporary Iranian Artists (curated by Rose Issa Projects), Beirut Exhibition Center, بيروت، لبنان, 2011
- Miragens, touring exhibition at the Centro Cultural Banco do Brasil، ريو دي جانيرو، ساو باولو and برازيليا، البرازيل, 2011
- Modern Times – Responding to Chaos, Kettle’s Yard  [لغات أخرى]‏, كامبريدج and De La Warr Pavilion، Bexhill-On-Sea، المملكة المتحدة, 2010
- Taswir: Pictorial Mappings of Islam and Modernity, Martin-Gropius-Bau Museum, برلين, 2009
- Re-Orientations: Contemporary Arab Representations, European Parliament, إقليم بروكسل العاصمة, 2008
- Routes, Waterhouse & Dodd, لندن, 2008
- Word into Art, DIFC, دبي، الإمارات العربية المتحدة, 2008
- The Dance of Pen and Ink, The State Museum of Oriental Art, Moscow and The State Hermitage Museum, سانت بطرسبرغ, 2007
- Routes, the British Museum, لندن, 2006
- Iranian Contemporary Art, Curve Gallery, Barbican Centre, لندن, 2001
- Salon de Réalités Nouvelles, Espace Eiffel Branly, باريس, 1997
- Traditions of Respect: Britain and Islamic Cultures, The British Council, لندن, 1997
- Salon du Dessin et de la Peinture à l’Eau, Espace Eiffel Branly, باريس, 1995
- Salon d’Automne, Thorigny-Sur-Marne, فرنسا, 1994
- Exposition Inaugurale, Galerie du Chêne – Donald Vallotton, Lausanne, فرنسا, 1992
- Collecting 20th-Century Art, The British Museum, لندن, 1991
- Painting and Sculpture at the End of the 20th Century, European Cultural Centre of Delphi، اليونان, 1988
- Selected Artists, Kufa Gallery, لندن 1985
- Paysages, Galerie Faris, باريس, 1985
- Salon de Réalités Nouvelles, Espace Eiffel Branly, Paris, France, 1984

### المنشورات
- Familiar Faces (2013, Rose Issa Projects)
- Maliheh Afnan: Traces, Faces, Places (2010, Al Saqi Books & Beyond Art Productions)